# 黒川英二
黒川 英二（くろかわ えいじ、1975年4月17日 - ）は高知県香南市出身の演歌歌手・俳優である。本名は黒岩英斉（くろいわ えいせい）。

## 経歴・人物
隣家のお姉さんの影響で、小1でピアノを弾き始め、中2でロックバンドを始める。ドラム担当だった。前に出たいという思いが強くなり、上京。すがあきらに出会い、演歌歌手のマネージャを4年し、2003年4月、歌手デビュー。2006年、俳優デビュー。

## ディスコグラフィ

### シングル
- 全て日本クラウンからリリース。

| #  | 発売日          | 曲順 | タイトル                                    | 作詞         | 作曲       | 編曲       | 規格品番  |
| -- | --------------- | ---- | ------------------------------------------- | ------------ | ---------- | ---------- | --------- |
| 1  | 2003年 4月2日   | 01   | 男すっ飛び東海道                            | 仁井谷俊也   | 徳久広司   | 伊戸のりお | CRDN-771  |
| 1  | 2003年 4月2日   | 02   | もう…いいよ                                 | 仲本憲笙     | 橋田充哲   | 川村栄二   | CRDN-771  |
| 2  | 2004年 10月21日 | 01   | よさこい慕情                                | 仁井谷俊也   | 徳久広司   | 伊戸のりお | CRCN-1162 |
| 2  | 2004年 10月21日 | 02   | 夢さがし                                    | 仲本憲笙     | 橋田充哲   | 伊戸のりお | CRCN-1162 |
| 3  | 2005年 9月20日  | 01   | 龍王岬                                      | 新條カオル   | 橋田充哲   | 伊戸のりお | CRCN-1213 |
| 3  | 2005年 9月20日  | 02   | しあわせ花 (山内一豊物語)                   | 下地亜記子   | 岡千秋     | 伊戸のりお | CRCN-1213 |
| 4  | 2006年 5月10日  | 01   | さすらい純情                                | 下地亜記子   | 岡千秋     | 若草恵     | CRCN-1249 |
| 4  | 2006年 5月10日  | 02   | 皿鉢一代                                    | 新條カオル   | 橋田充哲   | 伊戸のりお | CRCN-1249 |
| 5  | 2006年 10月4日  | 01   | 人生酒語り                                  | 新條カオル   | すがあきら | 池多孝春   | CRCN-1273 |
| 5  | 2006年 10月4日  | 02   | 春を信じて                                  | 新條カオル   | すがあきら | 池多孝春   | CRCN-1273 |
| 6  | 2007年 7月4日   | 01   | KOBE〜抱きしめて朝まで〜                    | さいとう大三 | 美樹克彦   | 川村栄二   | CRCN-1306 |
| 6  | 2007年 7月4日   | 02   | 男の街角                                    | 新條カオル   | 橋田充哲   | 川村栄二   | CRCN-1306 |
| 6  | 2007年 7月4日   | 03   | KOBE〜抱きしめて朝まで〜 (韓国語バージョン) | 金兌彦       | 美樹克彦   | 川村栄二   | CRCN-1306 |
| 7  | 2008年 5月7日   | 01   | ゆうすげの雨                                | 水木れいじ   | 美樹克彦   | 今泉敏郎   | CRCN-1353 |
| 7  | 2008年 5月7日   | 02   | 「酒」情話                                  | 新條カオル   | すがあきら | 南郷達也   | CRCN-1353 |
| 8  | 2009年 5月13日  | 01   | 山桜                                        | 水木れいじ   | 美樹克彦   | 伊戸のりお | CRCN-1411 |
| 8  | 2009年 5月13日  | 02   | 東京レイン                                  | 新條カオル   | 町尾りん   | 伊戸のりお | CRCN-1411 |
| 9  | 2010年 5月12日  | 01   | いい事ばかりじゃなかったけれど              | 山田孝雄     | 中川博之   | 前田俊明   | CRCN-1469 |
| 9  | 2010年 5月12日  | 02   | 頬を伝う雨                                  | 山田孝雄     | すがあきら | 前田俊明   | CRCN-1469 |
| 10 | 2011年 5月11日  | 01   | 優しい嘘に抱かれて                          | 山田孝雄     | 中川博之   | 溝淵新一郎 | CRCN-1532 |
| 10 | 2011年 5月11日  | 02   | 手のひらの雪                                | 円香乃       | 橋田充哲   | 伊戸のりお | CRCN-1532 |
| 11 | 2012年 3月7日   | 01   | 島之内ブルース                              | 水木れいじ   | すがあきら | 伊戸のりお | CRCN-1597 |
| 11 | 2012年 3月7日   | 02   | 俺たちの明日                                | 水木れいじ   | 岡千秋     | 伊戸のりお | CRCN-1597 |
| 12 | 2013年 4月3日   | 01   | 大阪恋歌                                    | 水木れいじ   | すがあきら | 伊戸のりお | CRCN-1690 |
| 12 | 2013年 4月3日   | 02   | 盛り場ネオン                                | 水木れいじ   | すがあきら | 伊戸のりお | CRCN-1690 |
| 13 | 2015年 2月4日   | 01   | 真夜中のブルース                            | 坂口照幸     | すがあきら | 庄司龍     | CRCN-1856 |
| 13 | 2015年 2月4日   | 02   | 夢グラス                                    | 円香乃       | すがあきら | 庄司龍     | CRCN-1856 |
| 14 | 2016年 6月8日   | 01   | 男哭き                                      | 杉紀彦       | すがあきら | 庄司龍     | CRCN-1969 |
| 14 | 2016年 6月8日   | 02   | 凛子                                        | 新條カオル   | すがあきら | 庄司龍     | CRCN-1969 |
| 15 | 2018年 4月4日   | 01   | 俺を咲かせてくれた花                        | 美樹克彦     | 美樹克彦   | 庄司龍     | CRCN-8139 |
| 15 | 2018年 4月4日   | 02   | 涙のエアポート                              | 伊藤美和     | すがあきら | 斉藤功     | CRCN-8139 |
| 15 | 2018年 4月4日   | 03   | 黒潮ヤンチャ船                              | 伊藤美和     | 橋田充哲   | 佐藤誠     | CRCN-8139 |
| 16 | 2021年 3月3日   | 01   | 一夜夢                                      | 伊藤美和     | すがあきら | 斉藤功     | CRCN-8393 |
| 16 | 2021年 3月3日   | 02   | 命の限り                                    | 伊藤美和     | すがあきら | 斉藤功     | CRCN-8393 |
| 16 | 2021年 3月3日   | 03   | 陽だまりの女                                | 伊藤美和     | すがあきら | 斉藤功     | CRCN-8393 |
| 17 | 2022年 11月2日  | 01   | 母恋ネオン                                  | 新條カオル   | すがあきら | 斉藤功     | CRCN-8523 |
| 17 | 2022年 11月2日  | 02   | 男の酒場唄                                  | たきのえいじ | すがあきら | 斉藤功     | CRCN-8523 |
| 17 | 2022年 11月2日  | 03   | 心旅                                        | さいとう大三 | すがあきら | 斉藤功     | CRCN-8523 |

### アルバム
| 発売日        | タイトル                     | 規格品番   |
| ------------- | ---------------------------- | ---------- |
| 2006年3月8日  | よさこいippon!!              | CRCN-40961 |
| 2009年6月3日  | 男の慕情〜純情編             | CRCN-20357 |
| 2013年11月6日 | 全曲集〜大阪恋歌・長崎恋歌〜 | CRCN-41157 |

### 参加作品
- すがあきら作品集〜夕日は親父・さすらいの望郷〜（2018年2月21日、CRCN-41268）
  - 「真夜中のブルース」「大阪恋歌」「東京えれじい」収録。

### その他の楽曲
- 「俺たちの青春」（川崎修二とのデュエット曲[注釈 1]）
  - 2012年2月8日に発売された川崎のシングル「おまえが命」に収録。
- 「泣いて十年 笑って十年 デュエットヴァージョン」（秋吉真実とのデュエット曲）
  - 2013年3月6日に発売された秋吉のシングル「泣いて十年 笑って十年」に収録。

## 出演

### テレビドラマ
- 功名が辻（NHK、2006年）
- 水戸黄門（TBS / C.A.L）
  - 第37部 第4話「頑固一徹職人魂 -松本-」（2007年4月30日） - 芳五郎
  - 第39部 第22話「濡れ衣晴らし 春満開 -江戸-」（2009年3月23日） - 臼田
  - 第40部 第6話「肝っ玉母さん 猛烈告白 -松島-」（2009年8月31日） - 藤八
  - 第41部 第1、2話「恋と嵐の江戸の春 -江戸-（前、後編）」（2010年4月12-19日） - 風魔火龍軒
  - 第42部 第12話「ズバッ怒りの道場破り -篠山-」（2011年1月10日） - 寅七
  - 第43部
    - 第7話「家族愛にまさる宝なし -藤枝-」（2011年8月15日） - 島次
    - 第19話「難問ぞろいの算術対決 -前橋-」（2011年11月28日） - 丸山秀利
- 逃亡者 おりん2（テレビ東京、2012年） - 毒芹
- 水曜ミステリー9「さすらい署長 風間昭平9」（テレビ東京、2012年3月7日） - 水島
- 月曜ゴールデン「さすらいのプラチナワゴン〜歌手・美波丈太朗の事件簿〜」（TBS、2012年12月3日） - 吉田刑事
- 大岡越前（NHK BSプレミアム / C.A.L、2013年） - 立花喬之助
  - 大岡越前スペシャル〜大波乱!宿命の白洲〜（NHK BS・NHK BSプレミアム4K / C.A.L、2023年）[1]
  - 大岡越前7（NHK BS・NHK BSプレミアム4K / C.A.L、2024年）[2]
  - 大岡越前8（NHK BS・NHK BSプレミアム4K / C.A.L、2025年）[3]
- 松本清張 球形の荒野（BS日テレ、2014年3月9日） - 刑事
- ドラマスペシャル「名探偵キャサリン」（テレビ朝日、2015年9月5日）
- 子連れ信兵衛2（2016年） - 宗六
- ホリデイ〜江戸の休日〜（2023年1月6日、テレビ東京） - 高田屋の用心棒 役

### 映画
- 忍たま乱太郎 夏休み宿題大作戦!の段（2013年、東映） - 照星
- つぎとまります（2024年、パンドラ） - 湯野花男 役[4]